# House for an Art Lover
Das House for an Art Lover im Bellahouston Park, Glasgow, ist ein in den  1990er Jahren nach Plänen von Charles Rennie Mackintosh und seiner Frau  Margaret MacDonald Mackintosh  errichtetes Gebäude.
Das  Paar entwarf die Pläne 1901 für den Wettbewerb „Haus eines Kunstfreunds“ der deutschen  Zeitschrift Innendekoration. Obwohl nicht preisgekrönt, erregte der Entwurf großes Interesse. 1989 bis 1996 dauerte die möglichst  genaue, späte Realisierung durch John Kane,  Graeme Robertson und Andrew MacMillan. Das Haus dient heute kulturellen und sozialen Veranstaltungen. (Konzerte, Kurse, Hochzeitsfeiern etc.)

## Galerie

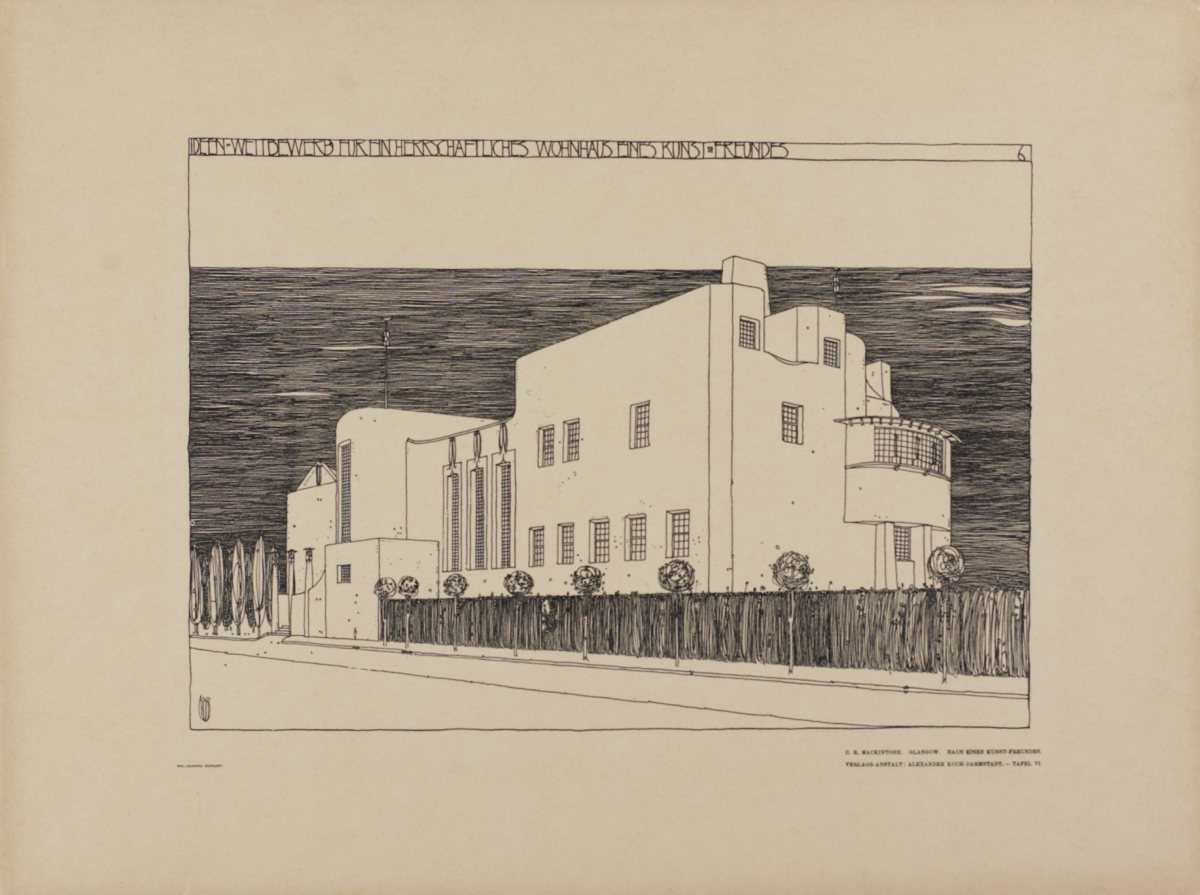
Wettbewerbsentwurf 1901: Das Haus von Nordwesten.
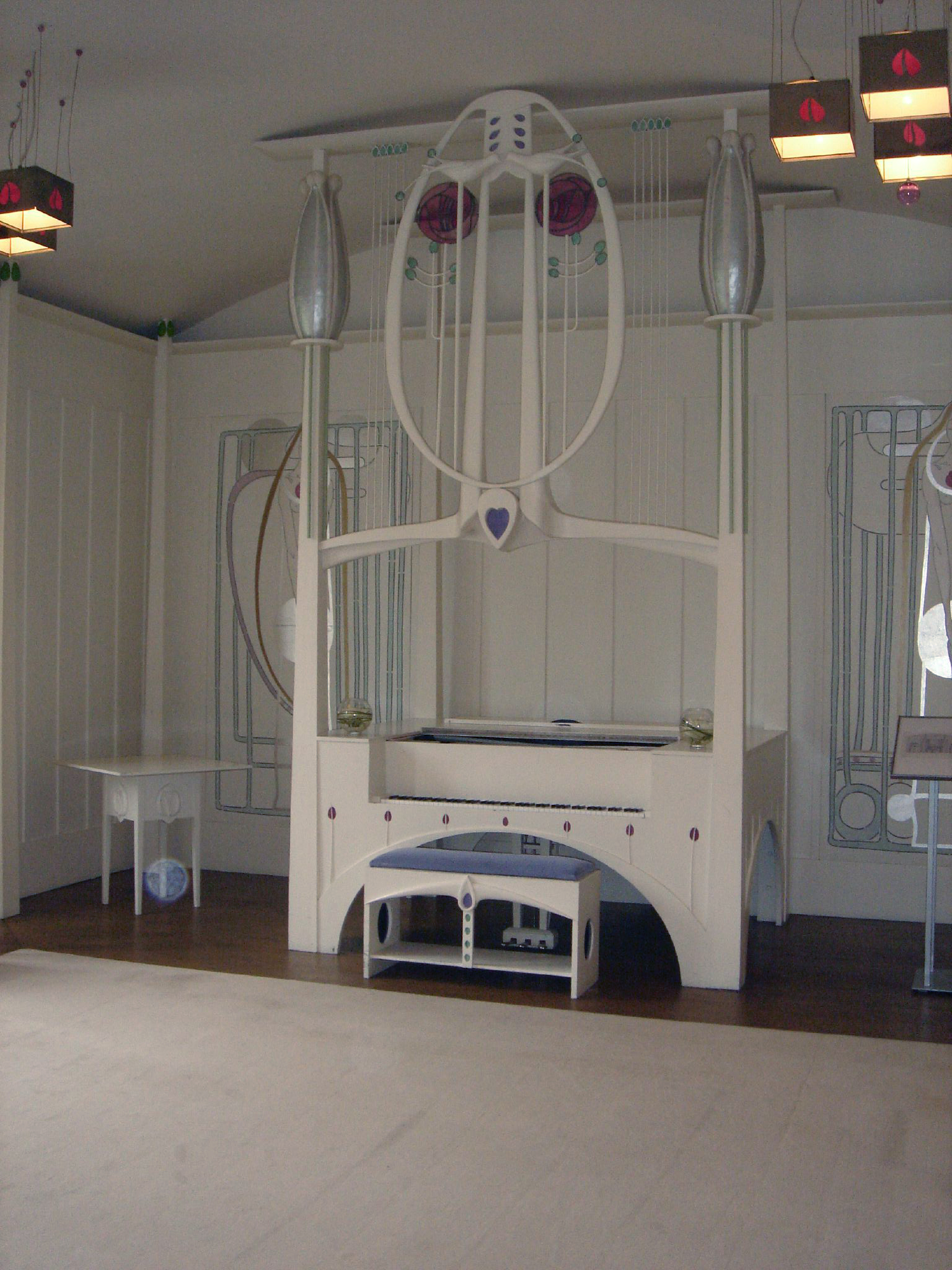
Interieur im floralen Jugendstil
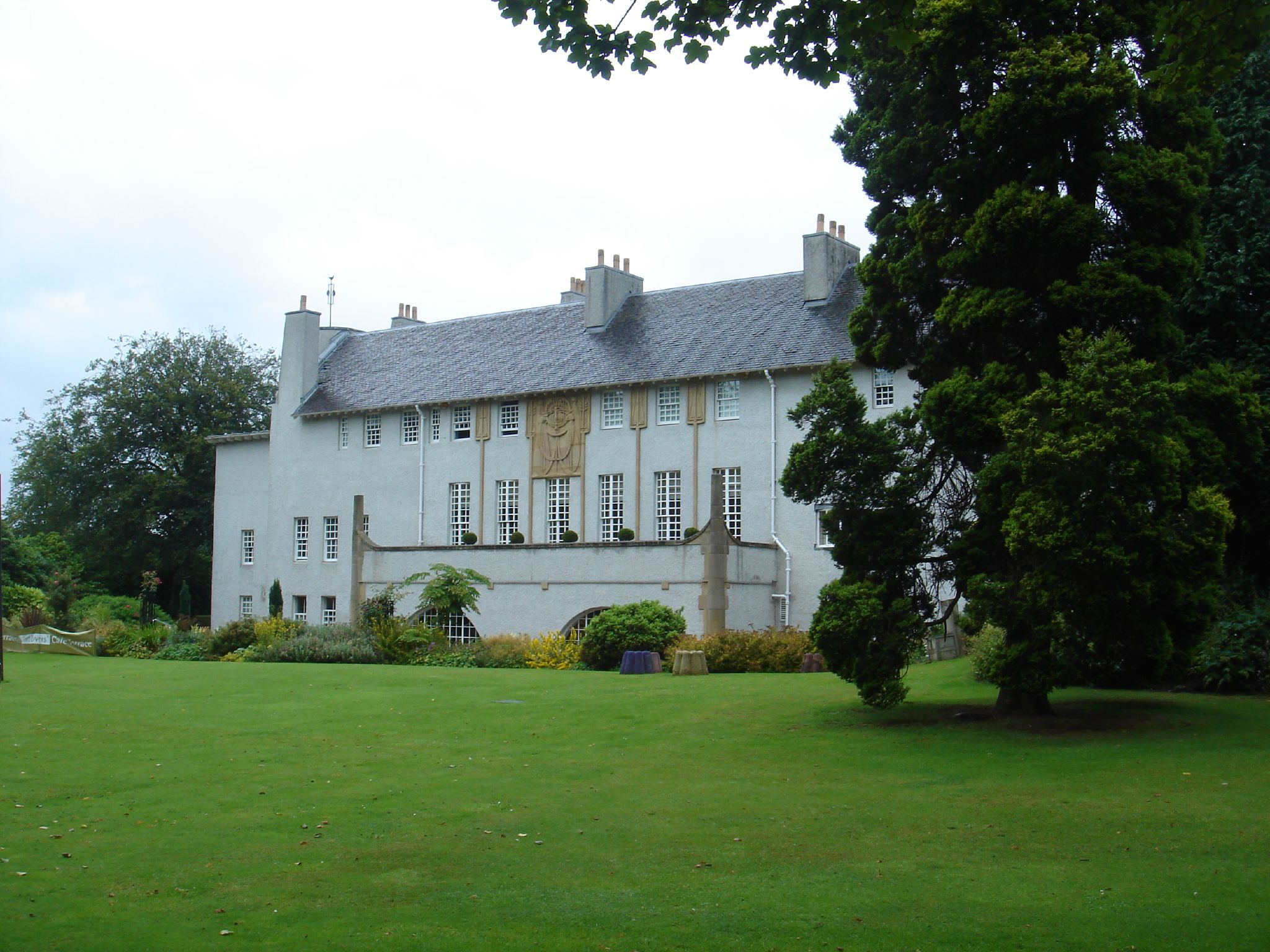
Die Hauptfassade
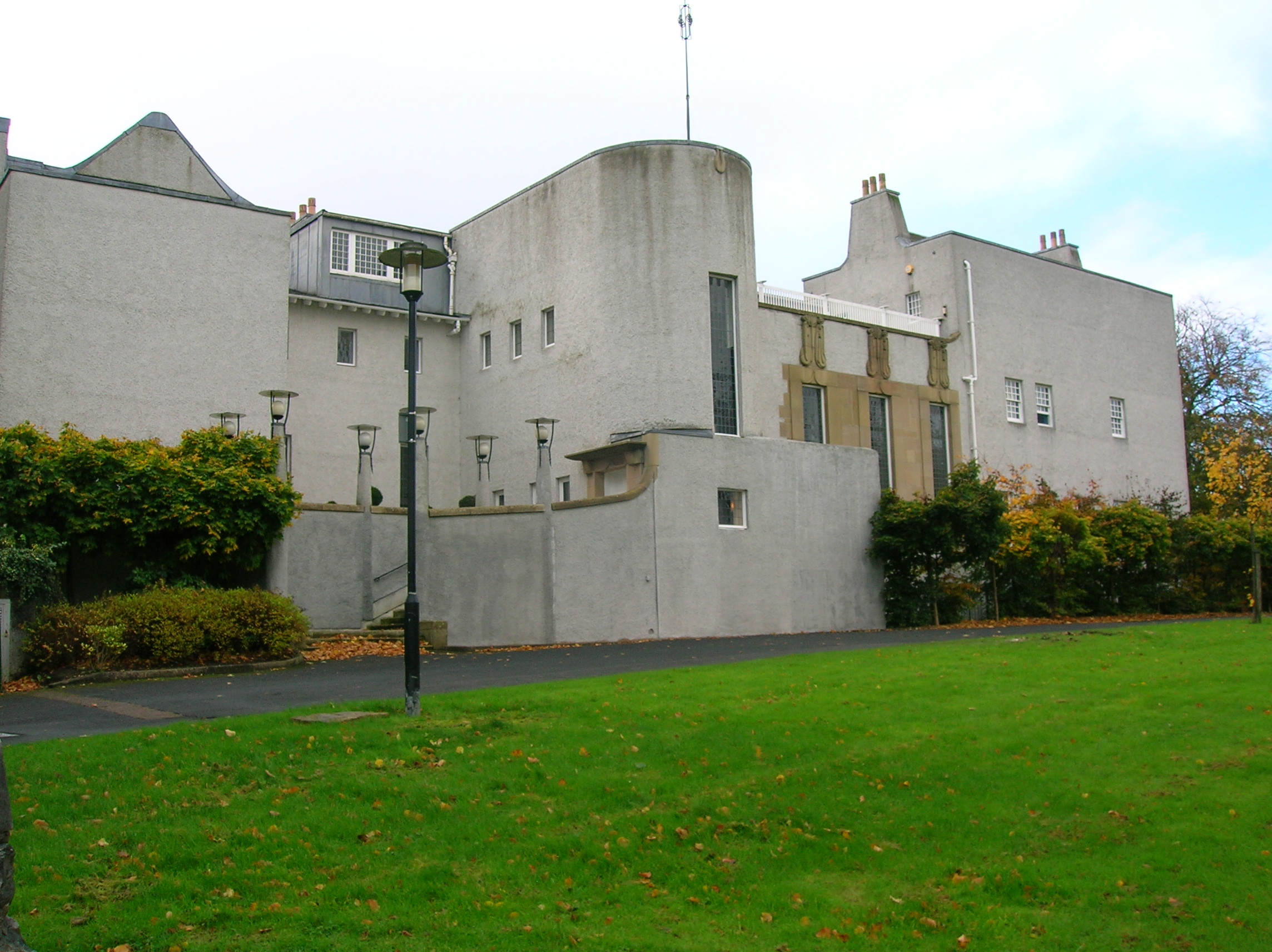
Die Rückseite
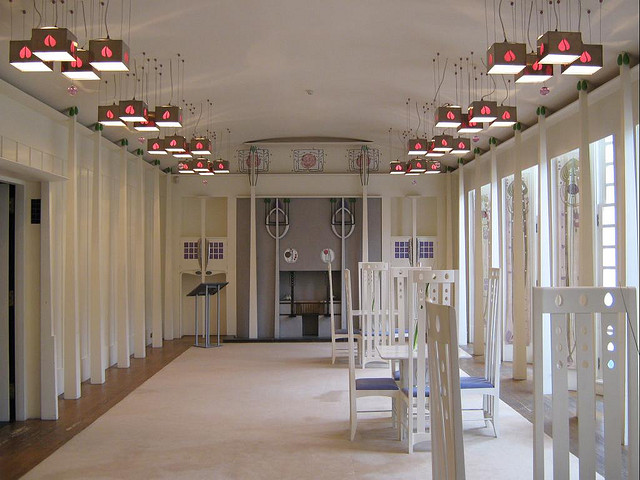
Musikzimmer